# 2011年全港運動會網球比賽
第三屆全港運動會網球比賽（英語：The 3rd Hong Kong Games Tennis Competition），是2011年全港運動會其中一個運動比賽項目。比賽於3月26日至5月29日分別於6個場地內舉行。

## 組別
本賽事設男子單打、女子單打、男子雙打、女子雙打、混合雙打、男子團體及女子團體。

## 年齡限制
參賽運動員年齡不限。

## 賽制

### 個人項目
- 每分區每項單打項目可提名2人，
- 每分區每項雙打項目可提名2隊(每隊2人)。[1]

### 團體項目
- 每分區每項隊際項目可提名1隊(每隊最多可提名男、女子各8人，最少各4人)。 每分區最多可提名32人。[1]

## 比賽日期及場地
- 個人項目將於2011年4月16日至5月21日分別於香港仔網球及壁球中心及維多利亞公園網球場舉行
- 隊際項目將於以下地點舉行：
  - 港島區分組初賽將於2011年3月26日至3月27日於鰂魚涌公園網球場舉行。
  - 九龍區分組初賽將於2011年4月2日至4月3日於石硤尾公園網球場舉行。
  - 新界東區分組初賽將於2011年3月26日至3月29日於大埔運動場壁球及網球中心舉行。
  - 新界西區分組初賽將於2011年4月2日至4月3日於青衣公園網球場舉行。
  - 八強賽至決賽將於2011年5月29日於維多利亞公園網球場舉行。[2]

| 照片 | 場地                     | 位置   | 賽事階段                          |
| ---- | ------------------------ | ------ | --------------------------------- |
|      | 香港仔網球及壁球中心     | 香港仔 | 個人項目賽事                      |
|      | 鰂魚涌公園網球場         | 鰂魚涌 | 隊際項目港島區分組初賽            |
|      | 石硤尾公園網球場         | 石硤尾 | 隊際項目九龍區分組初賽            |
|      | 大埔運動場壁球及網球中心 | 大埔   | 隊際項目新界東區分組初賽          |
|      | 青衣公園網球場           | 青衣   | 隊際項目新界西區分組初賽          |
|      | 維多利亞公園網球場       | 銅鑼灣 | 個人項目賽事 隊際項目八強賽至決賽 |

## 各項成績
| 項目             | 金牌                       | 银牌                       | 铜牌                       |
| 男子單打（詳細） | 王康傑（元朗區）           | 馮子琛（觀塘區）           | 譚政揚（沙田區）           |
| 女子單打（詳細） | 黃曦彤（北區）             | 陳澤霖（沙田區）           | 張麗霞（觀塘區）           |
| 男子雙打（詳細） | 鄒君林／周康彥（九龍城區） | 梁健強／陳子軒（沙田區）   | 張信傑／黎桂昌（元朗區）   |
| 女子雙打（詳細） | 文君媛／應佩欣（元朗區）   | 彭彥寧／周色美（深水埗區） | 周倩名／葉麗清（油尖旺區） |
| 混合雙打（詳細） | 梁炳威／朱賢真（中西區）   | 陳芷晴／李志康（元朗區）   | 梁飛鵬／陳嘉華（黃大仙區） |
| 男子團體（詳細） | 元朗區                     | 九龍城區                   | 觀塘區                     |
| 女子團體（詳細） | 元朗區                     | 觀塘區                     | 沙田區                     |

## 外部連結
- 第三屆全港運動會官方網頁（繁體中文）